# Uluella
Uluella Chickering, 1946 è un genere di ragni appartenente alla famiglia Salticidae.

## Distribuzione
L'unica specie oggi nota di questo genere è stata rinvenuta a Panama.

## Tassonomia
A giugno 2011, si compone di una specie:
- Uluella formosa Chickering, 1946[2] — Panama